# جيري لندن
جيري لندن هو مصارع محترف كندي، ولد في 1929 في هاميلتون في كندا، وتوفي في 20 أغسطس 1970 في سان فرانسيسكو في الولايات المتحدة.

## روابط خارجية
- جيري لندن على موقع CageMatch worker (الإنجليزية)